# Das Modell
«Das Modell» («Модель») — п'ятий сингл групи «Rammstein».
Пісня Das Modell (кавер-версія однойменного сингла німецького гурту «Kraftwerk») починається французькою фразою «Mesdames et messieurs, nous avons l'honneur ce soir, de vous présenter la nouvelle collection de Rammstein», що приблизно значить «Мадам та місьє, сьогодні ми маємо честь представити вам нову колекцію від Rammstein».
Також до складу синглу увійшли ще дві пісні, що не виходили у складі альбомів: Kokain і Alter Mann (Special version). Ця версія пісні відрізняється тим, що приспів також виконує Крістіана Хебольд із музичного колективу Bobo in White Wooden Houses. До складу синглу також входить комп'ютерна гра Asche zu Asche для Microsoft Windows.

На цю пісню зняли відеокліп, але він не виходив офіційно.

## Живе виконання
«Das Modell» виконували наживо всього один раз, 23 жовтня 1998 у Сент-Луїсі, США, під час «Family Values Tour». Зі слів Флаке, друга пісня з цього синглу, «Kokain», звучала на виступах лише декілька разів.

## Список треків
| #     | Назва                                       | Тривалість |
| ----- | ------------------------------------------- | ---------- |
| 1.    | «Das Modell» (Модель)                       | 4:46       |
| 2.    | «Kokain» (Кокаїн)                           | 3:09       |
| 3.    | «Alter Mann (Special Version)» (Старий)     | 3:35       |
| 4.    | «Rammstein Computerspiel» (комп`ютерна гра) | ---        |
| 11:30 |                                             |            |

## Позиції у чартах
| Країна    | Вища позиція |
| --------- | ------------ |
| Австрія   | 18           |
| Німеччина | 5            |
| Швеція    | 41           |

## Над синглом працювали
- Ліндеманн, Тілль — вокал
- Ріхард Круспе — соло-гітара, бек-вокал
- Ландерс, Пауль — ритм-гітара, бек-вокал
- Олівер Рідель — бас-гітара
- Крістоф «Дум» Шнайдер — ударні
- Лоренц, Крістіан — клавішні